# Бруджине
Бруджине (итал. Brugine) — коммуна в Италии, располагается в провинции Падуя области Венеция.
Население составляет 6579 человек (на 2004 г.), плотность населения составляет 327 чел./км². Занимает площадь 19,58 км². Почтовый индекс — 35020. Телефонный код — 049.
Покровителем коммуны почитается Христос-Спаситель, празднование 6 августа.